# Chapter Three: Holly, Jolly
"Chapter Three: Holly, Jolly" é o terceiro episódio da primeira temporada da série de televisão estadunidense de ficção científica e suspense Stranger Things, lançado em 15 de julho de 2016 através da plataforma de streaming Netflix. O episódio foi escrito por Jessica Mecklenburg e dirigido por Shawn Levy. O episódio mostra a investigação de Nancy após o sumiço de Barb, enquanto Joyce está convencida que está se comunicando com Will.

## Enredo
O episódio começa com Barb acordando na piscina vazia de Steve em uma outra dimensão, completamente escura e suja. Paralelamente, Nancy perde sua virgindade com Steve. Barb, assustada, chama pelo nome de Nancy, mas não é ouvida, e quando tenta sair pela escada, ela é puxada de volta por um monstro.
No dia seguinte, Mike, Lucas e Dustin decidem se encontrar com Onze depois da escola para descobrirem alguma pista sobre Will. Enquanto isso, sozinha em casa, Onze vai explorando os cômodos, quando acaba ligando a televisão e assistindo uma propaganda da Coca-Cola. Isso desencadeia um flashback, onde Onze aparece sentada em uma sala do laboratório e amassa uma lata de refrigerante da marca com suas habilidades telecinéticas. Ela consegue manipular o objeto, enquanto o Dr. Martin Brenner aparece observando sobre o vidro.
Hopper consegue entrar no laboratório, que não consegue muitas evidências, mas ao vê a filmagem da câmera de segurança na noite do desaparecimento de Will, Hopper percebe que não está chovendo na filmagem, apesar da grande tempestade que ocorreu naquela noite. Hopper diz aos outros policiais que suspeita que a equipe do laboratório esteja mentindo. O policial Calvin Powell (Rob Morgan) vai a biblioteca da cidade para encontrar algum jornal que fale sobre o laboratório. Os recortes do jornal mostram Brenner trabalhando com vários pacientes. Hopper lê as informações suficientes sobre Brenner nos arquivos do antigo jornal para suspeitar que ele está envolvido no desaparecimento de Will.
Joyce compra muitas luzes de de enfeite de natal e as pendura ao redor de sua casa na esperança de se comunicar com Will. Depois de terminar, Karen chega com sua filha Holly. Enquanto as duas conversam na cozinha, as luzes começam a piscar, atraindo Holly ao quarto de Will. Holly testemunha a distorção da parede, mas antes que ela seja ferida, Joyce a encontra. Depois de perguntar se Holly tinha visto alguma coisa, Joyce pede que Karen vá embora. Na escola, Jonathan é confrontado por Steve e seus amigos no estacionamento, exigindo as fotos que Jonathan tirou na festa. Eles o acusam de perseguição, enquanto Jonathan disse que ele estava apenas procurando por seu irmão. Quando Nancy chega, ela vê uma das fotos que Jonathan tirou dela. Steve rasga as fotos e quebra a câmera de Jonathan. Ao ver a fotografia de Barb, Nancy pega as peças e se junta ao grupo, deixando Jonathan para trás.
Quando Onze chega atrás de uma grade de força para esperar por Mike e seus amigos, ela testemunha um gato rosnando, o que desperta outro flashback, onde ela está ligada a uma máquina monitorando suas ondas cerebrais. Os cientistas forçam Onze a matar um gato com suas habilidades, mas ela não consegue fazer isso. Brenner a ordena para prende-lá em um quarto vazio como castigo, enquanto os cientistas a arrastam pelo corredor. Eles a colocam em um quarto isolado, mas antes que eles possam fechar a porta, Onze mata os dois guardas com seus poderes. Brenner a-conforta enquanto seu nariz e orelhas estão sangrando, chamando-a de "incrível". Mike, Dustin e Lucas a encontram e começam a procurar por Will. Enquanto eles estão procurando nos trilhos do trem, Onze pergunta a Mike por que "eles" o machucam. Mike tenta mentir, mas ela percebe e pergunta a verdade. Mike revela que foram os valentões da escola e pede desculpas por mentir. Nancy, Steve e seus amigos estão sentados no corredor esperando o jogo começar. Nancy decide ir embora, mentindo que ela tinha que fazer algo para fazer com sua mãe. Ela volta para o carro de Barb e começa a procurá-la. Ela retorna para a piscina de Steve, quando ouve um barulho vindo da floresta. Caminhando em direção ao som, ela vê uma silhueta correndo, assustando-a e fazendo com que ela saia.
Enquanto isso, as luzes começam a piscar. Will começa a falar com ela através das luzes, com uma piscada para "Sim" e duas piscadas para "Não". Ele então diz a Joyce que ele está vivo. Ela pergunta se ele está seguro, mas Will responde que não. Como a comunicação deles está presa a respostas de uma palavra, sim e não, Joyce pinta o alfabeto em sua parede e usa as luzes marcando uma letra. Nancy chega em casa e revela à mãe que algo terrível pode ter acontecido com Barb. Na floresta, Onze leva os meninos para a casa de Will e diz que ele está escondido lá, porém nenhum deles acredita nela. De repente, carros de polícia e uma ambulância passam correndo, e eles partem para segui-los. 
Joyce pede a Will que diga onde ele está. As luzes começam a piscar, soletrando a frase "ele está aqui". Joyce rapidamente fica mais angustiado, até que Will soletra a frase "corra", quando um monstro misterioso começa a rastejar para fora da parede. Joyce corre para fora de casa quando todas as luzes começam a piscar intensamente.
Enquanto isso, Hopper e os policiais chegam em um lago. Um corpo pode ser visto sendo puxado para fora da água, que todos supõem ser Will. Os três meninos e Onze duvidam que o corpo seja dele, mas percebem que de fato era ele. Devastados, os meninos questionam Onze por que ela disse que Will estava vivo. Ela não consegue dar nenhuma resposta e eles vão embora. Simultaneamente, Joyce está correndo pela estrada fugindo do monstro e encontra Jonathan. Eles se abraçam enquanto os carros da polícia descem a estrada em direção a eles.